# Ricordiamole insieme
Ricordiamole insieme è un album di Enzo di Domenico, pubblicato nel 1987.

## Tracce
Lato A
1. Luna rossa
2. Nisciuno
3. 'A rossa
4. L'ultimo raggio 'e luna
5. 'O vascio

Lato B
1. Pusilleco 'nsentimento
2. Ma pecchè
3. 'A ze maesta
4. 'O guappo d' 'e canzone
5. 'E ccummarelle
6. Spusalizio 'e marenaro